# Okręgowe rozgrywki w piłce nożnej woj. podlaskiego (2017/2018)
84. Edycja okręgowych rozgrywek w piłce nożnej województwa podlaskiego

Okręgowe rozgrywki w piłce nożnej województwa podlaskiego prowadzone są przez Podlaski Związek Piłki Nożnej, rozgrywane są w trzech ligach z podziałem na grupy. Najwyższym poziomem okręgowym jest IV liga, następnie Klasa Okręgowa oraz Klasa A (3 grupy).
Mistrzostwo Okręgu zdobyła drużyna Ruchu Wysokie Mazowieckie

Okręgowy Puchar Polski zdobył Tur Bielsk Podlaski
Drużyny z województwa podlaskiego występujące w centralnych i makroregionalnych poziomach rozgrywkowych:
- Ekstraklasa - Jagiellonia Białystok
- 1 Liga - Wigry Suwałki
- 2 Liga - brak
- 3 Liga, gr.I - Olimpia Zambrów, ŁKS 1926 Łomża, Tur Bielsk Podlaski.

| Rozgrywki                 | Poziomy rozgrywkowe w sezonie 2017/2018 | Poziomy rozgrywkowe w sezonie 2017/2018 | Poziomy rozgrywkowe w sezonie 2017/2018 | Poziomy rozgrywkowe w sezonie 2017/2018 |
| ------------------------- | --------------------------------------- | --------------------------------------- | --------------------------------------- | --------------------------------------- |
| Centralne                 | I poziom ligowy                         | Ekstraklasa                             | Ekstraklasa                             | Ekstraklasa                             |
| Centralne                 | II poziom ligowy                        | I Liga                                  | I Liga                                  | I Liga                                  |
| Centralne                 | III poziom ligowy                       | II Liga                                 | II Liga                                 | II Liga                                 |
| Makroregionalne           | IV poziom ligowy                        | III Liga - 8 grup                       | III Liga - 8 grup                       | III Liga - 8 grup                       |
| Okręgowe (woj. podlaskie) | V poziom ligowy                         | IV Liga                                 | IV Liga                                 | IV Liga                                 |
| Okręgowe (woj. podlaskie) | VI poziom ligowy                        | Klasa Okręgowa                          | Klasa Okręgowa                          | Klasa Okręgowa                          |
| Okręgowe (woj. podlaskie) | VII poziom ligowy                       | Klasa A - gr.I                          | Klasa A - gr.II                         | Klasa A - gr.III                        |

## IV Liga - V poziom rozgrywkowy
| Poz. | Drużyna                      | M  | Z  | R | P  | Bramki | Punkty |
| ---- | ---------------------------- | -- | -- | - | -- | ------ | ------ |
| 1    | Ruch Wysokie Mazowieckie (s) | 30 | 25 | 2 | 3  | 98-22  | 77     |
| 2    | Warmia Grajewo               | 30 | 22 | 3 | 5  | 73-27  | 69     |
| 3    | KS Wasilków                  | 30 | 21 | 3 | 6  | 65-22  | 66     |
| 4    | Wissa Szczuczyn              | 30 | 19 | 7 | 4  | 73-28  | 64     |
| 5    | Dąb Dąbrowa Białostocka      | 30 | 17 | 3 | 10 | 48-38  | 54     |
| 6    | KS Michałowo                 | 30 | 15 | 5 | 10 | 57-49  | 50     |
| 7    | Sparta 1951 Szepietowo       | 30 | 14 | 6 | 10 | 51-46  | 48     |
| 8    | Wigry II Suwałki (b)         | 30 | 14 | 5 | 11 | 55-40  | 47     |
| 9    | Sparta Augustów              | 30 | 9  | 7 | 14 | 47-67  | 34     |
| 10   | Biebrza Goniądz              | 30 | 8  | 6 | 16 | 48-74  | 30     |
| 11   | MKS Mielnik (b)              | 30 | 8  | 8 | 17 | 38-52  | 29     |
| 12   | Magnat Juchnowiec Kościelny  | 30 | 7  | 7 | 16 | 44-72  | 28     |
| 13   | Cresovia Siemiatycze         | 30 | 8  | 4 | 18 | 33-54  | 28     |
| 14   | Promień Mońki                | 30 | 7  | 5 | 18 | 36-63  | 26     |
| 15   | Orzeł Kolno                  | 30 | 6  | 6 | 18 | 36-74  | 24     |
| 16   | Pogoń Łapy*                  | 30 | 2  | 2 | 26 | 17-91  | 8      |

- Pogoń Łapy wycofała się z rozgrywek po I rundzie.

## Klasa Okręgowa - VI poziom rozgrywkowy
| Poz. | Drużyna                       | M  | Z  | R  | P  | Bramki | Punkty |
| ---- | ----------------------------- | -- | -- | -- | -- | ------ | ------ |
| 1    | Hetman Białystok              | 30 | 23 | 2  | 5  | 83-27  | 71     |
| 2    | KS Śniadowo                   | 30 | 20 | 4  | 6  | 75-26  | 64     |
| 3    | Sokół 1946 Sokółka            | 30 | 17 | 6  | 7  | 72-47  | 57     |
| 4    | Krypnianka Krypno             | 30 | 16 | 4  | 10 | 81-67  | 52     |
| 5    | Rudnia Zabłudów               | 30 | 15 | 5  | 10 | 72-50  | 50     |
| 6    | Czarni Czarna Białostocka (b) | 30 | 15 | 4  | 11 | 56-37  | 49     |
| 7    | Puszcza Hajnówka (s)          | 30 | 14 | 4  | 12 | 69-52  | 46     |
| 8    | LZS Narewka                   | 30 | 11 | 10 | 9  | 56-47  | 43     |
| 9    | Piast Białystok               | 30 | 11 | 6  | 13 | 40-48  | 39     |
| 10   | Pomorzanka Sejny              | 30 | 11 | 3  | 16 | 60-80  | 36     |
| 11   | Kora Korycin                  | 30 | 10 | 4  | 16 | 63-83  | 34     |
| 12   | Hetman Tykocin (s)            | 30 | 9  | 6  | 15 | 54-76  | 33     |
| 13   | Jasion Jasionówka             | 30 | 9  | 5  | 16 | 50-72  | 32     |
| 14   | Korona Dobrzyniewo Duże       | 30 | 10 | 2  | 18 | 48-75  | 32     |
| 15   | Orlęta Czyżew                 | 30 | 8  | 4  | 18 | 51-76  | 28     |
| 16   | Żubr Drohiczyn (b)            | 30 | 5  | 3  | 22 | 48-115 | 18     |

## Klasa A - VII poziom rozgrywkowy
Grupa I
| Poz. | Drużyna                    | M  | Z  | R | P  | Bramki | Punkty |
| ---- | -------------------------- | -- | -- | - | -- | ------ | ------ |
| 1    | Kolejarz Czeremcha (s)     | 14 | 12 | 2 | 0  | 38-8   | 38     |
| 2    | Husar Nurzec (s)           | 14 | 8  | 4 | 2  | 31-22  | 28     |
| 3    | Tur II Bielsk Podlaski (s) | 14 | 9  | 0 | 5  | 34-19  | 27     |
| 4    | Bocian Boćki               | 14 | 7  | 1 | 6  | 29-18  | 22     |
| 5    | Iskra Narew                | 14 | 6  | 2 | 6  | 27-22  | 20     |
| 6    | GKP Orla                   | 14 | 5  | 2 | 7  | 24-28  | 17     |
| 7    | Unia Ciechanowiec          | 14 | 2  | 1 | 11 | 15-46  | 7      |
| 8    | Orzeł Kleszczele           | 14 | 1  | 0 | 13 | 14-49  | 3      |

Grupa II
| Poz. | Drużyna                       | M  | Z  | R | P  | Bramki | Punkty |
| ---- | ----------------------------- | -- | -- | - | -- | ------ | ------ |
| 1    | Polonia Raczki                | 14 | 11 | 0 | 3  | 46-13  | 33     |
| 2    | Narew Choroszcz (s)           | 14 | 10 | 2 | 2  | 44-12  | 32     |
| 3    | KS Grabówka                   | 14 | 9  | 1 | 4  | 44-18  | 28     |
| 4    | Pasja Kleosin (s)             | 14 | 7  | 1 | 6  | 34-20  | 22     |
| 5    | Orzeł Tykocin (s)             | 14 | 7  | 1 | 6  | 32-25  | 22     |
| 6    | GKS Stawiski (s)              | 14 | 7  | 1 | 6  | 34-24  | 22     |
| 7    | Grab Janówka                  | 14 | 2  | 0 | 12 | 15-78  | 6      |
| 8    | BKS Jagiellonia Białystok (s) | 14 | 0  | 0 | 14 | 7-66   | 0      |

- BKS Jagiellonia Białystok został wycofany z rozgrywek po 11. kolejce za trzykrotne nieprzystąpienie do zawodów.

Grupa III
| Poz. | Drużyna                            | M  | Z  | R | P  | Bramki | Punkty |
| ---- | ---------------------------------- | -- | -- | - | -- | ------ | ------ |
| 1    | KS UM Krynki (s)                   | 14 | 12 | 1 | 1  | 39-11  | 37     |
| 2    | Supraślanka Supraśl (s)            | 14 | 10 | 1 | 3  | 37-13  | 31     |
| 3    | Gryf-Czarni Gródek (s)             | 14 | 9  | 1 | 4  | 40-20  | 28     |
| 4    | KS Sokoły (s)                      | 14 | 7  | 1 | 6  | 29-26  | 22     |
| 5    | Sudovia Szudziałowo (s)            | 14 | 4  | 3 | 7  | 25-36  | 15     |
| 6    | Pogranicze Kuźnica Białostocka (s) | 14 | 4  | 3 | 7  | 30-33  | 15     |
| 7    | Iskra Wyszki                       | 14 | 3  | 2 | 9  | 14-34  | 11     |
| 8    | Znicz Suraż                        | 14 | 0  | 2 | 12 | 11-52  | 2      |

## Puchar Polski - rozgrywki okręgowe
Finał, Bielsk Podlaski 30.05.2018r. -  Tur Bielsk Podlaski : Olimpia Zambrów 4:3 (dogr.)